# Peromyscus interparietalis
Peromyscus interparietalis — вид гризунів роду Peromyscus родини хомя'кових (Cricetidae). Ендемічний вид у Мексиці, де зустрічається тільки на островах Сан-Лоренсо і Салсіпуедес біля східного узбережжя Нижньої Каліфорнії.

## Загрози та охорона
Вид потерпає від хижацтва здичавілих домашніх котів, особливо в південній частині о. Сан-Лоренсо. МСОП включив Peromyscus interparietalis до видів, що знаходяться на межі зникнення у дикій природі.